# Mahencyrtus gracilis
Mahencyrtus gracilis är en stekelart som först beskrevs av Girault 1915.  Mahencyrtus gracilis ingår i släktet Mahencyrtus och familjen sköldlussteklar. Inga underarter finns listade i Catalogue of Life.